# Прогресс (Восточно-Казахстанская область)
Прогресс (каз. Прогресс) — село в Глубоковском районе Восточно-Казахстанской области Казахстана. Входит в состав Кожоховского сельского округа. Находится примерно в 6 км к востоку от районного центра, посёлка Глубокое. Код КАТО — 634051200. 

## Население
В 1999 году население села составляло 1714 человек (855 мужчин и 859 женщин). По данным переписи 2009 года, в селе проживало 1478 человек (747 мужчин и 731 женщина).